# Landtagswahl in Liechtenstein 1922
Die Landtagswahl in Liechtenstein 1922 fand am 5. und 16. Februar 1926 statt und war die reguläre Wahl der Legislative des Fürstentums Liechtenstein. Hierbei wurden alle 15 Abgeordneten des Landtags des Fürstentums Liechtenstein in den beiden Wahlkreisen Ober- und Unterland vom Landesvolk gewählt.
- FBP: 4
- VP: 11

## Wahlergebnis
| Partei                              | Sitze    | Sitze     | Sitze     |
| ----------------------------------- | -------- | --------- | --------- |
| Partei                              | Oberland | Unterland | insgesamt |
| Fortschrittliche Bürgerpartei (FBP) | 0        | 4         | 4         |
| Christlich-soziale Volkspartei (VP) | 9        | 2         | 11        |